# Aasta Voss
Aasta Voss, född 1914 i Volda, död 1994, var en norsk skådespelerska.
Voss debuterade 1935 som Georgine i Oskar Braatens Den store barnedåpen på Det norske teatret, där hon bortsett från två korta uppehåll vid Rogaland Teater och Riksteatret var anställd. Med skarp realistisk känsla spelade hon en rad kvinnoroller i Braatens skådespel, Nastja i Maksim Gorkijs Natthärbärget, fru Buch i Helge Krogs bearbetning av Cora Sandels Kranes konditori och Indiana i Olav Duuns Medmenneske. Hon visade sig också som en säker stiliseringskonstnär, bland annat i Federico García Lorcas Yerma, Bertolt Brechts Den kaukasiska kritcirkeln och Den goda människan i Sezuan, och i pantomimisk stil i Eugene O'Neills Kejsar Jones.
Hon filmdebuterade som Josefine i Bør Børson jr. (1938), följt av rollen som Inga i Godvakker-Maren (1940) och flera större och mindre biroller.

## Filmografi (urval)
- 1938 – Bør Børson jr.
- 1940 – Godvakker-Maren
- 1940 – Tørres Snørtevold
- 1952 – Trine!
- 1958 – Människor på flykt
- 1960 – Veien tilbake